# Uppsala Skolschacksällskap
Uppsala Skolschacksällskap (Uppsala SSS) grundades den 12 maj 2005 och är Sveriges största schackklubb med mer än 800 medlemmar (2022). Klubben har vunnit lag-SM för kadetter 2014 och har dessutom fostrat svenska ungdomsmästare som Akash Mitra (2014, 2018), Emil Reimegård (2012, 2013) och Joakim Nilsson (2014, 2016)
År 2016 invigdes Uppsala Schackcentrum på Sysslomansgatan 8 som drivs i regi av Uppsala SSS. Den 1 mars 2022 fick Uppsala Schackcentrum nya lokaler på Stationsgatan 20a.
Uppsala SSS är varje år värd för breddtävlingen Schackfyran i Uppland, samt för den internationella juniorturneringen Uppsala Young Champions som spelas i oktober varje år sedan 2014.
15-åriga Julia Östensson från Uppsala SSS vann nordiska mästerskapen för flickor upp till 20 år som spelades den 12-13 december 2020. År 2021 segrade hon också i SM för flickor.
Från augusti 2021 är Jesper Bergmark Hall chefstränare i Uppsala SSS.